# Dragon Hunters – Die Drachenjäger
Dragon Hunters – Die Drachenjäger ist eine Zeichentrickserie von Futurikon nach einer Idee von Arthur Qwak. Sie spielt in einer fantastischen, mittelalterlichen Welt voller kleiner schwebenden Inseln, die von Drachen terrorisiert werden, und erzählt die Abenteuer der beiden Drachenjäger Gwizdo und Lian Chu.
Basierend auf der Serie erschien 2008 auch der Kinofilm Die Drachenjäger – Der Film.

## Handlung
Was ist nur mit der Erde passiert? Sie besteht nur noch aus Trümmern, die wie Asteroiden durchs Weltall schweben. Die Menschen sind in mittelalterliche Verhältnisse zurückgeworfen und leben unter meist einfachen Bedingungen in Städten, Dörfern oder auch auf Schlössern. Außerdem aber bevölkern viele gefährliche Drachen die Inselketten, die sich über verschiedene Klima- und Vegetationszonen erstrecken.
In dieser Welt leben die beiden Freunde Gwizdo und Lian Chu. Sie sind gemeinsam in einem Waisenhaus aufgewachsen und bilden seither ein (fast) unzertrennliches Team. Mittlerweile sind sie erwachsen und versuchen, sich mehr schlecht als recht als Drachenjäger durchzuschlagen. Dabei übernimmt der gerissene, aber nicht sehr mutige Gwizdo den geschäftlichen Teil, während der starke, aber gutmütige Lian Chu für das Kämpfen zuständig ist. Begleitet werden sie von dem kleinen blauen Drachen Hector, der die meisten Hilfsdienste leistet, z. B. das Tragen der Waffen oder das Antreiben des Flugschraubers, mit dem die Jäger von Insel zu Insel gelangen.
Ihre Operationsbasis ist die Herberge „Zum schnarchenden Drachen“, die von der resoluten Wirtin Jeanneline geleitet wird. Leider haben die Drachenjäger dort meistens Schulden. Entweder reichen die „Goldonen“ (das ist die Währung in der Gegend um Jeannelines Herberge) nur für Reparaturen der während der Jagd angefallenen Schäden, oder die mitgebrachten Schätze erweisen sich als wertlos, oder aber die Drachenjäger schaffen es mit dem erworbenen Reichtum erst gar nicht bis nach Hause. Daher werden sie immer wieder zu Hausarbeiten herangezogen, was vor allem Gwizdo nicht behagt. Immerhin können sie manchmal mit ihrer Jagdbeute auch die Speisekammer von Jeanneline füllen, die sich ausgezeichnet auf die Zubereitung von Drachengerichten versteht. Außerdem hat Jeanneline zwei Töchter: Die kleine Zaza lebt bei ihr in der Herberge und eifert den Drachenjägern nach, die größere Zoria zieht bereits allein als Drachenjägerin durch die Welt.
Die Episoden sind jeweils für sich abgeschlossen und handeln meistens von der Jagd auf einen bestimmten Drachen, wobei es manchmal auch Nebenhandlungen gibt. Die Schauplätze sind wechselnd, wobei vor allem die Herberge „Zum schnarchenden Drachen“ immer wiederkehrt und manche Episoden auch ausschließlich dort spielen. Manchmal werden auch Ereignisse aus der Vergangenheit in Rückblenden eingebaut, allerdings verdichtet sich dies nie zu einer stimmigen Erklärung über die Entstehung dieser Welt. Es wird lediglich klar, dass die herrschenden Zustände zumindest seit mehreren Generationen andauern. Erst in der letzten Episode Der rote Drache (die im französischen Original die viertletzte ist) klärt ein großer, roter Drache Qwizdo über den Ursprung seiner Welt auf: Eine weiße Drachen-Mutter und ihre drei Söhne (ein blauer, ein gelber und eben der rote Drache) erschaffen seit Urzeiten mit ihrem Feuer Sonnen. Durch einen Fehler des roten Drachen wurde die erste Sonne zerstört, ist erloschen und in viele kleine Stücke zerbrochen, die jetzt die Inseln sind. Danach wurde der rote Drache verstoßen, hat aber dann immerhin diese Welt mit einer kleinen Sonne erhellt und den Menschen das Sprechen beigebracht. Zumindest einige der Inseln sind außerdem verstorbene Drachen, wie in der Episode Ein Kinderspiel deutlich wird.
Ein wichtiges Thema in der Serie sind die Beziehungen zwischen den Hauptfiguren, vor allem Freundschaften und deren Prüfungen, außerdem zieht sich das Streben nach Reichtum und die damit verbundenen Fallstricke als Motiv durch die Serie. Sie folgt dabei keiner streng chronologischen Erzählung, es gibt aber einige Episoden, die sich auf frühere Ereignisse beziehen.

## Charaktere
Gwizdo ist der vorlaute Chef der Gruppe. In der Herberge prahlt er vor den Gästen oft mit seinen heldenhaften Taten, die zumeist aber Lian Chus Verdienst waren. Genau genommen ist Gwizdo ein schrecklicher Charakter; feige, egoistisch, faul, großmäulig und er macht gelegentlich auch nicht davor Halt, seine Freunde auszunutzen, um an möglichst viele „Goldonen“ (die allgemeine Währung in dieser Welt) zu kommen. Allerdings hat er ein tief im Inneren verborgenes Herz aus Gold. Das kommt nur selten zum Vorschein und das auch meistens nur dank der Mühe seiner Freunde. Als Chef lenkt er den Flugschrauber, sein größtes Talent ist aber das Erstellen von Verträgen. Er versucht dabei oft, seine Handelspartner mit komplizierten Vertragsklauseln hereinzulegen und deren Zwangslagen auszunutzen. Das fällt umso leichter, weil die meisten Menschen nicht lesen und schreiben können. Es führt aber meistens trotzdem nicht zum Erfolg – manchmal auch deshalb, weil sich sein Herz durchsetzt. Ansonsten kommt er mehrmals zu Reichtum, verliert ihn aber jedes Mal wieder.
Lian Chu ist ein sehr kräftiger Krieger mit ausgeprägtem Ehrenkodex. Er ist wenig gebildet und daher sehr naiv, allerdings nicht gänzlich dumm. Von Drachen versteht keiner mehr (außer vielleicht der edle Kao) und er ist zuständig für deren Erlegung. Das Geschäft überlässt er Gwizdo. Abgesehen von der Drachenjagd ist er sehr friedfertig und zurückhaltend. So litt Lian Chu lange daran, dass er im Waisenhaus aufgewachsen ist, was er aber nach einer besonderen Begegnung mit einer Drachenfamilie in der ersten Episode Die Drachenmutter verarbeitet hat. Seine größte Leidenschaft ist das Stricken, das er in jeder freien Minute ausübt. Er träumt davon, zusammen mit Gwizdo genug Geld zu verdienen, um einen eigenen, kleinen Bauernhof kaufen und dann dort leben zu können.
Hector ist ein kuscheliger, zahmer blauer Drache. Er ist einer der wenigen Drachen, die sprechen können, allerdings nur ziemlich undeutlich. Oft muss er bei der Drachenjagd als Lockvogel herhalten. Außerdem ist er für den Lastentransport zuständig, insbesondere für die Waffensammlung, und muss den Flugschrauber mit Pedalen antreiben. Hector ist aber auch Zazas Spielkamerad und Freund und verwahrt sich dagegen, als Hund angesehen zu werden.
Jeanneline ist die schwergewichtige Wirtin der Herberge Zum schnarchenden Drachen, in der Gwizdo und Lian Chu wohnen. Sie liegt oft mit Gwizdo über unbezahlte Rechnungen, aber auch über den schlechten Einfluss der Drachenjäger auf ihre Töchter im Streit. Obwohl es Jeanneline nicht gern zugibt, mag sie Lian Chu und besonders Gwizdo aber sehr gerne. Sie hat drei verflossene Ehemänner und immer wieder wird klar, dass sie gerne wieder heiraten würde, am liebsten Gwizdo.
Zaza ist die jüngere Tochter von Jeanneline und ungefähr zehn Jahre alt. Sie möchte auch eine Drachenjägerin werden, wenn sie groß ist, was ihrer Mutter gar nicht gefällt. Ihr Schwein Leopold und sie sind ein unzertrennliches Paar, wobei Leopold meist den bösen Drachen bei ihren Spielen darstellen muss. Manchmal gelingt es ihr, sich mit auf Drachenjagd zu schleichen. Ihre beiden großen Vorbilder sind Lian Chu und Zoria.
Zoria ist die ältere Schwester von Zaza und ungefähr 20 Jahre alt. Sie wurde von Lian Chu in den Drachenjäger-Techniken ausgebildet und ist seitdem selbstständig unterwegs. Obwohl sie adoptiert ist und Jeanneline mit ihrer Berufswahl gar nicht einverstanden ist, haben ihre Mutter und sie ein sehr inniges Verhältnis. In der Episode Der Herr des Drachen wird offenbart, dass es sich bei Zoria sehr wahrscheinlich um die Zoe aus dem Drachenjäger-Film handelt (auch wenn Jeanneline erklärt, ihr den Namen „Zoe“ bei der Adoption gegeben zu haben).
Der edle Kao ist ein exzentrischer, alter Arzt und Gelehrter, der immer wieder auftritt. Meist bitten ihn die Drachenjäger um Heiltränke oder Informationen über Drachen. Er ist fast blind und hält Lian Chu und Gwizdo meist für Frauen, Kinder oder Nutzvieh. Weiß er nicht weiter weil ihm etwas „nicht einfällt“, dann helfen Süßigkeiten dabei, sich wieder zu erinnern.
Die Gebrüder Schweinemeier, Gilbert und Georg („Schorsch“), sind zwei Drachenjäger und die erbittertsten Konkurrenten von Gwizdo und Lian Chu. Sie sind nicht besonders schlau und daher meistens leicht auszutricksen.
Karl-Werner von Wismut ist ein Prinz, der als edler Ritter und Drachenjäger durch die Lande zieht. Da er kein Honorar verlangt, sondern sich als Retter der Witwen und Waisen inszeniert, ist er vor allem Gwizdo ein Dorn im Auge. Manchmal arbeiten die Drachenjäger aber auch mit ihm zusammen.

## Episodenführer

### Staffel 1
| Episode | Titel                              | Deutsche Erstausstrahlung (Super RTL) |
| ------- | ---------------------------------- | ------------------------------------- |
| 1       | Die Drachenmutter                  | 05.09.2005                            |
| 2       | Leben, wie ein Drache              | 06.09.2005                            |
| 3       | Auf der Suche nach Zoria           | 07.09.2005                            |
| 4       | Rogers Rückkehr                    | 08.09.2005                            |
| 5       | Der falsche Pater                  | 09.09.2005                            |
| 6       | Die Nebelinsel                     | 12.09.2005                            |
| 7       | SOS von den Zimbranellen Zwergen   | 13.09.2005                            |
| 8       | Die Frauen von Amazonien           | 14.09.2005                            |
| 9       | So was wie das gelobte Land        | 15.09.2005                            |
| 10      | Wiedersehen mit Billy              | 16.09.2005                            |
| 11      | Mit Jeanneline auf Drachenjagd     | 19.09.2005                            |
| 12      | Der seltsame Geschmack der Kokomak | 20.09.2005                            |
| 13      | Das Zusammentreffen der drei Monde | 21.09.2005                            |
| 14      | Der böse Blick                     | 22.09.2005                            |
| 15      | Unerwünschte Gäste                 | 23.09.2005                            |
| 16      | Der Kiwajel-Stoß                   | 26.09.2005                            |
| 17      | Die Drüse des Mimikars             | 27.09.2005                            |
| 18      | Ein nerviger Zwerg                 | 28.09.2005                            |
| 19      | Der Hof der Waisenkinder           | 29.09.2005                            |
| 20      | Ein Kinderspiel                    | 30.09.2005                            |
| 21      | Für eine Handvoll Klurk            | 04.10.2005                            |
| 22      | Ich komme wieder                   | 05.10.2005                            |
| 23      | Er ist verliiiebt!                 | 06.10.2005                            |
| 24      | Den Jagdschein, bitte              | 07.10.2005                            |
| 25      | Der Märchenprinz                   | 10.10.2005                            |
| 26      | Die liebe Familie                  | 11.10.2005                            |

### Staffel 2
| Episode | Titel                              | Deutsche Erstausstrahlung (Super RTL) |
| ------- | ---------------------------------- | ------------------------------------- |
| 27      | Der Erreger-Drachen                | 09.10.2007                            |
| 28      | Der Friedhof der Stachelrücken     | 10.10.2007                            |
| 29      | Von Glück und Reichtum             | 11.10.2007                            |
| 30      | Das Piratenschiff                  | 12.10.2007                            |
| 31      | Der kalte Schatten                 | 15.10.2007                            |
| 32      | So ein Mist                        | 16.10.2007                            |
| 33      | Ein Leben in Luxus                 | 17.10.2007                            |
| 34      | Adieu, Lian Chu                    | 18.10.2007                            |
| 35      | Die Insel des Schweinehüters       | 19.10.2007                            |
| 36      | Nur geträumt                       | 22.10.2007                            |
| 37      | Das Nesthäkchen                    | 02.04.2008                            |
| 38      | Er liebt mich, er liebt mich nicht | 31.03.2008                            |
| 39      | Das Haustier                       | 03.04.2008                            |
| 40      | Agigu                              | 04.04.2008                            |
| 41      | Gemüse-Drachen                     | 07.04.2008                            |
| 42      | Die Dschunke                       | 08.04.2008                            |
| 43      | Die Legende des Regendrachens      | 09.04.2008                            |
| 44      | Eins auf die Ohren                 | 14.10.2008                            |
| 45      | Die Falle                          | 15.10.2008                            |
| 46      | Das große Turnier                  | 16.10.2008                            |
| 47      | Der schöne Schein                  | 17.10.2008                            |
| 48      | Die Eroberung der Stadt            | 20.10.2008                            |
| 49      | Der Herr des Drachen               | 22.10.2008                            |
| 50      | Meister Gwizdo                     | 21.10.2008                            |
| 51      | Der Drachengeist                   | 23.10.2008                            |
| 52      | Der rote Drache                    | 24.10.2008                            |

## Synchronisation
| Rolle      | Deutscher Sprecher   |
| ---------- | -------------------- |
| Gwizdo     | Sven Plate           |
| Lian Chu   | David Nathan         |
| Hector     | Mario von Jascheroff |
| Jeanneline | Rita Engelmann       |
| Zaza       | Rubina Kuraoka       |

Synchronfirma: Interopa Film, Berlin
Dialogbuch: Mike Betz
Dialogregie: Mario von Jascheroff

## Musik
Die Titelmusik The Dragon Hunters Song wurde von der Rockband The Cure gesungen.

## Rezeption
Die Serie startete in Frankreich am 1. September 2004 (bei France 3) und in Deutschland am 5. September 2005 (bei Super RTL). Sie wurde auch in vielen anderen Ländern übernommen, u. a. 2006 von ORF 1 in Österreich.
In der Internet Movie Database erhielt die Serie bei mehr als 300 Bewertung die Durchschnittsnote 7,7/10.

## Adaptionen
Der 3D-Film in Spielfilmlänge Die Drachenjäger erschien 2008. In Deutschland lief der Film am 24. April 2008 an.
Die zwei Staffeln der Serie wurden auf 10 DVDs herausgebracht. Hörspiele zur Serie und zum Film sind ebenfalls erhältlich.
Außerdem gab es ein Sammelkartenspiel mit zwei Serien aus jeweils 110 Karten und ein Sammelfigurenspiel von Dracco Heads bestehend aus 40 Figuren mit den Hauptcharakteren sowie den Drachen der ersten Staffel.
Eine McDonald’s-Serie und eine Figurenserie von Revell Epixx erschienen ebenfalls.
Zwei französische Comics wurden in der Éditions Delcourt produziert: Un dragon comme pas deux (2006) und Copains comme zombies (2010). Auch ein deutschsprachiges Comic zur Serie wurde unter dem Namen Die Drachenjäger 1 – Der Bucaramanga (Ehapa, 2006) hergestellt.
Das PC-Spiel Die Drachenjäger – Die Prüfung erschien 2005, es wurde auch ein Videospiel für den Nintendo DS produziert.